# C.S. Marítimo
Club Sport Marítimo (phát âm tiếng Bồ Đào Nha: [mɐˈɾitimu], địa phương [mɐˈɾitmu])), thường chỉ được gọi với cái tên Marítimo là một câu lạc bộ bóng đá Bồ Đào Nha, được thành lập tại Funchal, Madeira vào năm 1910. Đây được coi là một trong những câu lạc bộ có tiếng vang ở Bồ Đào Nha, và cũng được biết đến rộng rãi ở các nước sử dụng ngôn ngữ Bồ Đào Nha như Brasil, Angola, và Cabo Verde. Đội bóng hàng xóm của Marítimo là Nacional, câu lạc bộ từng vô địch Liga de Honra (Giải hạng hai Bồ Đào Nha) vào hai mùa giải 1996–97, 1999–2000.
Marítimo hiện đang chơi ở giải đấu cao nhất của Bồ Đào Nha, Portuguese Liga. Marítimo đã thống trị bóng đá ở khu vực đảo Madeira kể từ khi thành lập nhưng chỉ đang giữ trong tay một danh hiệu quốc gia duy nhất, Taça de Portugal, giành được vào năm 1926.
Sân nhà hiện tại của Marítimo là Estádio dos Barreiros kể từ năm 1927, sân vận động có sức chứa 8.922 người này đã thay thế cho sân cũ Campo do Almirante Reis. Còn sân tập luyện của họ là Complexo Desportivo, đây cũng là trụ sở chính của câu lạc bộ và là một sân vận động đa thể thao trong nhà được mở cửa vào năm 2006 và nằm ở vùng Santo António của Funchal.

## Đội hình hiện tại
Tính đến ngày 23 tháng 8 năm 2015.

Ghi chú: Quốc kỳ chỉ đội tuyển quốc gia được xác định rõ trong điều lệ tư cách FIFA. Các cầu thủ có thể giữ hơn một quốc tịch ngoài FIFA.
| Số | VT | Quốc gia   | Cầu thủ           |
| -- | -- | ---------- | ----------------- |
| 1  | TM | Brasil     | Wellington        |
| 2  | HV | Bồ Đào Nha | João Diogo        |
| 4  | HV | Brasil     | Deyvison          |
| 5  | HV | Brasil     | Dirceu            |
| 7  | TV | Bồ Đào Nha | Alex Soares       |
| 9  | TĐ | Brasil     | Dyego Sousa       |
| 10 | TV | Armenia    | Gevorg Ghazaryan  |
| 11 | TV | Brasil     | Éber Bessa        |
| 12 | TĐ | Bồ Đào Nha | Edgar Costa       |
| 14 | TV | Bồ Đào Nha | Fernando Ferreira |
| 21 | HV | Bồ Đào Nha | Briguel           |
| 22 | TĐ | Mali       | Ulysse Diallo     |
| 26 | HV | Brasil     | Romário           |

| Số | VT | Quốc gia             | Cầu thủ                             |
| -- | -- | -------------------- | ----------------------------------- |
| 29 | TV | Bồ Đào Nha           | Tiago Rodrigues (cho mượn từ Porto) |
| 32 | TĐ | Mali                 | Moussa Marega                       |
| 34 | HV | Brasil               | Raul Silva                          |
| 35 | TV | Brasil               | Fransérgio                          |
| 41 | HV | Bồ Đào Nha           | Rúben Ferreira                      |
| 42 | TĐ | São Tomé và Príncipe | Marcos Barbeiro                     |
| 50 | TĐ | Bồ Đào Nha           | António Xavier                      |
| 78 | TM | Pháp                 | Romain Salin                        |
| 90 | TĐ | Sénégal              | Baba Diawara                        |
| 91 | HV | Brasil               | Patrick                             |
| 93 | TM | Bồ Đào Nha           | José Sá                             |
| 99 | TĐ | Brasil               | Lynneeker                           |

### Cho mượn
Ghi chú: Quốc kỳ chỉ đội tuyển quốc gia được xác định rõ trong điều lệ tư cách FIFA. Các cầu thủ có thể giữ hơn một quốc tịch ngoài FIFA.
| Số | VT | Quốc gia   | Cầu thủ                                            |
| -- | -- | ---------- | -------------------------------------------------- |
| —  | TV | Cabo Verde | Kukula (tại Feirense đến ngày 30 tháng 6 năm 2016) |

## Ban huấn luyện

### Ban huấn luyện hiện tại
| Vị trí                  | Tên                   |
| ----------------------- | --------------------- |
| Huấn luyện viên trưởng  | Mitchell van der Gaag |
| Trợ lý huấn luyện       | Duarte Correia        |
| Huấn luyện viên đội 1   | Luís Lobo             |
| Huấn luyện viên đội 1   | Nélson Santos         |
| Huấn luyện viên thủ môn | Humberto Fernandes    |

### Các huấn luyện viên đã từng dẫn dắt
- Stefan Lundin (1986–1987)
- Quinito (1989–1990)
- Paulo Autuori (1991–1995)
- Raul Águas (1995–1996)
- Manuel José (1996)
- Augusto Inácio (1996–1999)
- Nelo Vingada (1999–2003)
- Anatoliy Byshovets (2003)
- Manuel Cajuda (2003–2004)
- Mariano Barreto (2004–2005)
- Juca (2005)
- Paulo Bonamigo (2005–2006)
- Ulisses Morais (2006–2007)
- Alberto Pazos (2007)
- Sebastião Lazaroni (2007–2008)
- Lori Sandri (2008–2009)
- Carlos Carvalhal (2009)
- Mitchell van der Gaag (2009–nay)